# Madame et son filleul
Pour plus de détails, voir Fiche technique et Distribution.
Madame et son filleul est un film muet français réalisé par Georges Monca, sorti en 1919.

## Fiche technique
- Titre : Madame et son filleul
- Réalisation : Georges Monca
- Scénario : Georges Monca, Maurice Kéroul d'après la pièce de Maurice Hennequin, Pierre Veber et Henry de Gorsse
- Photographie :
- Montage :
- Société de production : Pathé Frères
- Société de distribution : Pathé Frères
- Pays de production :  France
- Langue : film muet avec les intertitres en français
- Format : Noir et blanc — 35 mm — 1,33:1 — Muet
- Genre : Comédie
- Durée : 46 minutes et 40 secondes
- Métrage : 1400 mètres
- Numéro catalogue Pathé : 8295
- Dates de sortie : 
  - France : 21 mars 1919

## Distribution
- Charles Prince : Brichoux
- Louis Baron fils : Marjolin
- Fernande Albany : Georgette Marjolin
- Lucy Mareil : Lucienne Lambrisset
- Charles Lorrain : Lambrisset
- Georges Gorby : le colonel, l'oncle de Marjolin
- Jane Marken :